# Achtsamkeit (Care)
Achtsamkeit (Substantivierung des Adjektivs achtsam, englisch attentiveness, care, regardfulness, lateinisch affectio, attentio) ist eine Form der Aufmerksamkeit für die Bedürfnisse und Belange anderer Menschen, eine interaktive Praxis mit einer ethisch-politischen Dimension. Der Begriff steht zwischen Achtung und menschlicher Zuwendung. Er ist von der Autonomie einerseits und von dem Geisteszustand Achtsamkeit im Sinne von Geistesgegenwart andererseits abzugrenzen.

## Der fürsorgeethische Begriff der Achtsamkeit
In der Ethik der Achtsamkeit wird „Achtsamkeit“ als eine interaktive Praxis verstanden. Achtsamkeit ist etwas, das zwischen Menschen in der Zuwendung entsteht und von diesen gemeinsam erfahren wird. Von achtsamer Zuwendung durchzogene Interaktionen werden als gelingend bewertet, Berücksichtigung findet dabei auch die ethisch-politische Dimension des Handelns. So werden etwa auch „organisatorisch-institutionelle, strukturelle und politische Rahmenbedingungen sozialer Interaktionen in die Reflexion“ einbezogen. Elisabeth Conradi zufolge bedeutet „achtsame Zuwendung“ u. a. „sich auf die [gegenwärtige] Situation einzulassen und die eigene Aufmerksamkeit mindestens einem (anderen) Menschen zu widmen“. „Menschen beziehen sich sorgend auf andere, lassen sich tatsächlich aufeinander ein, pflegen Beziehungen und eine gewisse Verbindlichkeit im Miteinander. In diesem Sinne ist die „Praxis der Achtsamkeit“ mehr als eine Haltung der Empathie, sie spielt sich auch nicht bloß in der Innenwelt einer Person ab. Schließlich bedeutet Achtsamkeit auch, die Antwort auf Unterstützung abzuwarten: zu hören, wie die Zuwendung angekommen ist und daraus praktische Konsequenzen zu ziehen.“
Im Unterschied zur Bedeutung 'mindfulness' (Geistesgegenwart) geht es bei der Bedeutung 'care' (Fürsorge) darum, zu bewerten: Gelingendes Handeln wird von misslingendem Handeln unterschieden.